# Emir Kujović
Emir Kujović (in serbo Емир Кујовић?; Bijelo Polje, 22 giugno 1988) è un ex calciatore montenegrino naturalizzato svedese di origini bosniache, di ruolo attaccante.

## Biografia
Bosgnacco di origine, nato in Montenegro, all'età di 6 anni si è trasferito in Svezia con la famiglia. È fratello minore di Ajsel Kujović, anch'egli calciatore professionista di ruolo attaccante.

## Carriera

### Club
Nel 2006 ha giocato le prime tre partite in Superettan, la seconda serie del calcio svedese, con la maglia del Landskrona BoIS. Per l'anno seguente ha rifiutato la proposta di contratto, preferendo l'offerta dell'Halmstad, che lo ha mandato una stagione in prestito al Falkenberg prima di fargli disputare tre campionati in Allsvenskan, due dei quali al fianco del fratello Ajsel.
Nell'ottobre 2010 ha firmato un contratto quadriennale con i turchi del Kayserispor, accordo valido dal successivo 1º gennaio. Con la squadra di Kayseri realizza complessivamente 12 reti in 34 partite, poi nel 2013 passa all'Elazığspor per un breve prestito.
Nell'agosto 2013 fa ritorno in Svezia per militare nell'IFK Norrköping, formazione allenata da Jan "Janne" Andersson che già era stato suo tecnico all'Halmstad. Nel 2015 si laurea capocannoniere del torneo con 21 gol in 29 partite, reti che hanno permesso all'IFK Norrköping di tornare ad essere campione di Svezia inaspettatamente (i bookmaker quotavano il successo finale a 56,00) dopo 26 anni. Viene anche premiato ufficialmente come miglior attaccante di quel campionato.
Dopo aver iniziato l'Allsvenskan 2016 con 7 gol in 9 partite, nel luglio 2016 passa ai belgi del Gent per circa 500.000 euro. La parentesi in Belgio è durata un anno, periodo durante il quale Kujović non è stato mai utilizzato se non alla prima giornata (ingresso in campo all'86' minuto) e in un altro incontro valido per la Coppa del Belgio. Nel giugno 2017 le due parti hanno rescisso il contratto.
Nonostante alcune indiscrezioni su un possibile approdo al Djurgården, all'Halmstad o in Arabia Saudita, il 19 luglio 2017 è stato ufficializzato il suo passaggio al Fortuna Düsseldorf (seconda serie tedesca) fino all'estate del 2020. Anche l'esperienza in Germania tuttavia non si è rivelata fortunata, soprattutto nella seconda stagione: se al primo anno infatti segnato 2 gol in 20 presenze partendo spesso dalla panchina, nel corso della stagione 2018-2019 non ha mai giocato (la squadra militava in Bundesliga grazie alla promozione ottenuta l'anno precedente). Nell'estate 2019 ha svolto la preparazione con la formazione Under-23 del club anziché con la prima squadra.
Il 13 agosto 2019, a poche ore dalla chiusura della finestra estiva del mercato svedese, si è trasferito a titolo definitivo agli stoccolmesi del Djurgården, che in quel momento occupavano la vetta dell'Allsvenskan 2019 e che poi hanno vinto il titolo. Tuttavia, durante la sua permanenza al Djurgården, Kujović ha faticato a trovare spazio, visto che in due campionati e mezzo ha giocato titolare solo 11 partite. Al termine dell'Allsvenskan 2021, durante la quale ha totalizzato solo 11 presenze da subentrante senza mai partire titolare, ha lasciato la squadra per fine contratto.

### Nazionale
Nato in Montenegro e cresciuto in Svezia, poteva anche rappresentare la Bosnia per via delle sue origini bosniache; ha optato tuttavia per la selezione gialloblu scandinava.
Ha debuttato con la Nazionale svedese nel 2016 sotto la guida del CT Janne Andersson, il tecnico con cui aveva vinto a sorpresa il titolo nazionale nel 2015 ai tempi dell'IFK Norrköping. Nello stesso anno è stato convocato per gli Europei giocati in Francia, durante i quali però è rimasto sempre in panchina.

## Statistiche

### Cronologia presenze e reti in nazionale
| Cronologia completa delle presenze e delle reti in nazionale ― Svezia | Cronologia completa delle presenze e delle reti in nazionale ― Svezia | Cronologia completa delle presenze e delle reti in nazionale ― Svezia | Cronologia completa delle presenze e delle reti in nazionale ― Svezia | Cronologia completa delle presenze e delle reti in nazionale ― Svezia | Cronologia completa delle presenze e delle reti in nazionale ― Svezia | Cronologia completa delle presenze e delle reti in nazionale ― Svezia | Cronologia completa delle presenze e delle reti in nazionale ― Svezia |
| Data                                                                  | Città                                                                 | In casa                                                               | Risultato                                                             | Ospiti                                                                | Competizione                                                          | Reti                                                                  | Note                                                                  |
| --------------------------------------------------------------------- | --------------------------------------------------------------------- | --------------------------------------------------------------------- | --------------------------------------------------------------------- | --------------------------------------------------------------------- | --------------------------------------------------------------------- | --------------------------------------------------------------------- | --------------------------------------------------------------------- |
| 6-1-2016                                                              | Abu Dhabi                                                             | Svezia                                                                | 1 – 1                                                                 | Estonia                                                               | Amichevole                                                            | -                                                                     | 46’                                                                   |
| 10-1-2016                                                             | Abu Dhabi                                                             | Svezia                                                                | 3 – 0                                                                 | Finlandia                                                             | Amichevole                                                            | 1                                                                     | 46’                                                                   |
| 24-3-2016                                                             | Adalia                                                                | Turchia                                                               | 2 – 1                                                                 | Svezia                                                                | Amichevole                                                            | -                                                                     | 62’                                                                   |
| 5-6-2016                                                              | Solna                                                                 | Svezia                                                                | 3 – 0                                                                 | Galles                                                                | Amichevole                                                            | -                                                                     | 61’                                                                   |
| 6-9-2016                                                              | Solna                                                                 | Svezia                                                                | 1 – 1                                                                 | Paesi Bassi                                                           | Qual. Mondiali 2018                                                   | -                                                                     | 76’                                                                   |
| Totale                                                                |                                                                       | Presenze                                                              | 5                                                                     |                                                                       | Reti                                                                  | 1                                                                     |                                                                       |

## Palmarès

### Club
- Campionato svedese: 2

IFK Norrköping: 2015
Djurgården: 2019
- Supercoppa di Svezia: 1

IFK Norrköping: 2015
- Campionato tedesco di seconda divisione: 1

Fortuna Düsseldorf: 2017-2018

### Individuale
- Capocannoniere della Allsvenskan: 1

2015 (21 gol)